# Yacimiento arqueológico de Camesa-Rebolledo
El yacimiento arqueológico de Camesa-Rebolledo, también  conocido como arqueositio cántabro-romano de Camesa-Rebolledo, se encuentra entre los pueblos de Camesa y Rebolledo, a pocos kilómetros de Mataporquera, en el término municipal de Valdeolea (Cantabria, España). Se trata de los yacimientos arqueológicos de El Conventón, situado en Rebolledo, y el de La Cueva, en Camesa. Sus orígenes se vinculan con un antiguo asentamiento romano próximo de la Legio IV Macedonica tras las guerras cántabras (29-19 a. C.) y con la calzada romana que unía Pisoraca con Portus Blendium y que se bifurca en las inmediaciones del yacimiento. También se relacionan con un castro cántabro y con un campamento romano. Más importante, si cabe, es su vinculación, aún por determinar, con Octaviolca, asentamiento aún por localizar y situado —según la placa I del Itinerario de barro— a 10 millas romanas (unos 15 kilómetros) de la ciudad romana de Julióbriga. Sin embargo, su historia está aún por discernir.

## El Conventón

### La villa: una residencia señorial
En el yacimiento romano-medieval de El Conventón se puede visitar una edificación que superaba los 1000 m² de superficie útil, situada al borde de una antigua calzada romana. Presidía un barrio situado a las afueras del hipotético asentamiento de Octaviolca.
Se trataba de una villa romana, es decir, una gran residencia señorial en el campo, propiedad de un notable o patricio del lugar. Sin embargo, se mantienen aún muchas incógnitas sobre la identidad de este edificio y sobre su relación con el entorno. Se sabe que por aquí pasaba una calzada, pues se hallaron tres fragmentos de un miliario, una señal que indicaba distancias en millas. Se colocó durante el reinado del emperador Trajano Decio (249-251 d. C.) en un momento muy cercano al de la caída en desuso de la villa. La presencia de la vía en las inmediaciones ha hecho pensar en una mansio (mansión), es decir, un establecimiento hostelero al borde del camino, a modo de mesón. Efectivamente, la existencia de las termas podría apoyar esta hipótesis, sin embargo, no parece que tenga acceso externo, ni se han hallado caballerizas, amplias cocinas, ni mostradores, etc. La identificación como villa resulta, por tanto, la hipótesis más verosímil, pero queda por dilucidar si se trató de una gran casa rural o una residencia periurbana, una lujosa morada señorial en las inmediaciones de un núcleo de población grande, de una ciudad.
El tamaño del edificio, los paramentos de pinturas murales que decoraron uno de sus corredores y las termas prueban la condición adinerada de sus propietarios. Un sistema de calefacción por hypocaustum, mediante aire procedente de un horno (praefurnium) y que circulaba bajo el suelo, permitió crear este «balneario privado».
Todo un ala del edificio se consagró al placer del baño y el masaje. Bañeras con agua caliente (caldarium), templada (tepidarium) y fría (frigidarium), sauna de vapor (laconicum) y vestuario (apodyterium) en salas independientes, permitían disfrutar del placer del agua mientras el sol de la tarde entraba por las ventanas. Las dependencias termales de la villa son de época Flavia (finales del siglo I d. C.) y distintas ampliaciones de los siglos II y III d. C. El agua de la piscina fría salía por un canal de evacuación que circulaba por la planta baja de la torre. Allí se ubicó la letrina, el aseo que se limpiaba al vaciar la piscina.
El entorno que ocupó la villa romana perduró desde el siglo I hasta mediados del siglo III de nuestra era; posteriormente se abandonó, coincidiendo con el comienzo de la decadencia del Imperio Romano y la crisis del siglo III.

### Iglesia y necrópolis medieval
Tres siglos después de haberse abandonado la villa romana y su entorno, una nueva población —en época visigoda— reaprovecha en parte el edificio y crea en torno al ala termal una necrópolis de tumbas de fosa. De este modo, el destino del lugar quedaba marcado por muchas centurias: al menos hasta el siglo XII tumbas de laja y sarcófagos se multiplican. El escaso número de sarcófagos y el lugar privilegiado donde se enterraron —dentro de la iglesia o en la entrada— evidencia hasta qué punto los notables del lugar constituían una minoría social.
La necrópolis se concentraba en torno a una iglesia altomedieval de planta y ábside rectangulares, de estilo prerrománico, de la que sólo queda la planta. Esta mostraba una sola nave con un pavimento de tosco empedrado. Debajo, el terreno estaba poblado de enterramientos pero también se halló un nivel de ocupación medieval con restos que indican que allí se vivió, en el siglo VII.

### Centro de interpretación

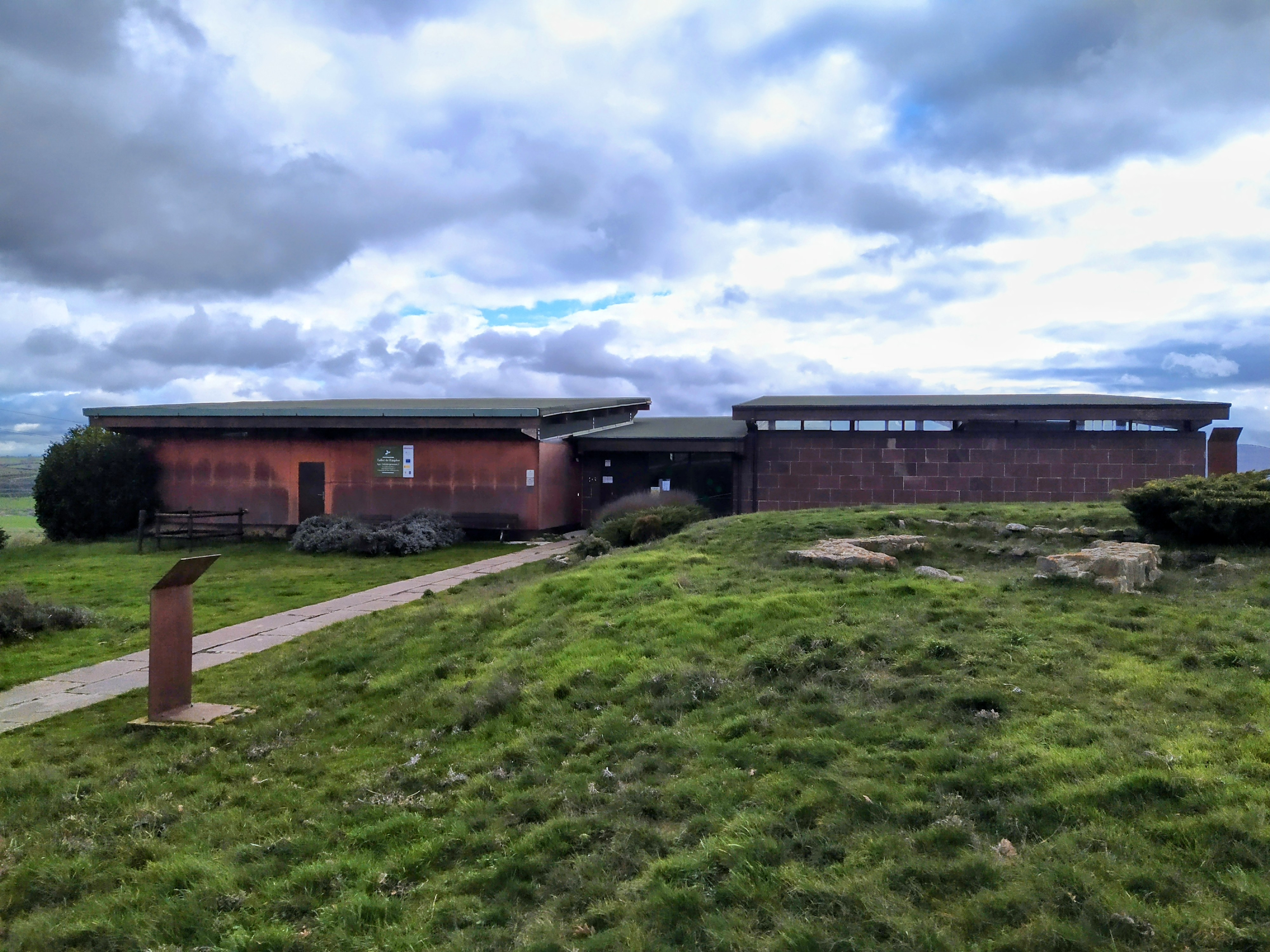
Arqueositio Cántabro-Romano de Camesa-Rebolledo

Un gran centro de 1300 m² protege los vestigios arqueológicos y permite al visitante realizar la visita guiada y señalizada, disfrutando de una visión panorámica excelente. Además, el centro ofrece un amplio espacio de exposiciones donde tienen cabida la arqueología y el patrimonio de la zona.

## La Cueva
Este yacimiento romano está situado a unos 700 metros del anterior y se llega a él desviándose por la carretera de acceso al pueblo de Camesa, hasta unos 300 metros del núcleo de éste. Fue excavado parcialmente durante tres campañas de verano (1986, 1989 y 1991); sin que hasta la fecha se haya publicado ni una reseña sobre él, a excepción de unos pocos datos advirtiendo de su existencia e importancia: su existencia venía manifestándose desde mucho tiempo mediante la aparición esporádica de fragmentos de cerámica romana, ladrillos y tégulas, piedras labradas y alguna moneda también romana.
Solo su excavación permitirá extraer conclusiones ajustadas, pero ya antes de ella se obtienen algunas orientaciones. Respecto a la época del yacimiento, tanto las monedas como la cerámica «sigillata» nos sitúan en los siglos II y III d. C. (época de los Antoninos y los Severos). El lugar parece idóneo para el emplazamiento de una villa de gran extensión o incluso de una pequeña agrupación urbana. Finalmente, las dimensiones y la alineación de las estructuras o muros, adivinadas más que comprobadas, sugieren que nos imaginemos allí, más que una villa, un pequeño núcleo urbano.
En el yacimiento se aprecian las magníficas dimensiones de un edificación romana, con un ala de 90 metros de longitud, que probablemente alcanzaba hasta 120 metros. También se observa el tamaño, la distribución y forma de las estancias, que hacen que esta edificación no tenga analogía con ninguna de las excavadas hasta ahora en la ciudad de Julióbriga.
Aún no se conoce con certeza la funcionalidad de las estructuras exhumadas; podrían tener un carácter militar y tratarse de barracones de tropa o bien tratarse de un edificio de carácter público, quizá de forma rectangular y porticada en torno a una plaza o foro. En este caso, las estancias excavadas serían tal vez tiendas comerciales (tabernae) que ocupaban el ala este del edificio, sin que se conozca a qué otras funciones se destinarían las dependencias de las alas aún no excavadas, si es que se conserva en la actualidad algún resto de ellas.